# Black Pumas
Black Pumas (транскр. Блек пумас) су америчка музичка група из Остина у Тексасу.  Њихова музика се описује као мешавина соула, фанка и ритма и блуза.

## Чланови
- Ерик Бартон — вокал
- Ејдријан Кесада — гитара и други инструменти, продукција

## Дискографија

### Албуми
- (2019)

## Награде и номинације
| Година | Награда | Категорија           | Номиновано дело | Исход      |
| ------ | ------- | -------------------- | --------------- | ---------- |
| 2020.  | Греми   | Најбољи нови извођач | —               | Номинација |